# Leucaena greggii
Leucaena greggii es una especie perteneciente a la familia de las Leguminosas (Fabaceae). Solo se la halla en México. Está amenazada por destrucción de hábitat.